# Enceinte avant la fac
Enceinte avant la fac (The Pregnancy Project) est un téléfilm américain réalisé par Norman Buckley et diffusé le 28 janvier 2012 sur Lifetime.

## Synopsis
Une jeune fille âgée de dix-sept ans, lycéenne à Washington, décide de s'investir dans son projet d'école sur la vie des adolescentes enceintes en prétendant attendre un enfant.

## Fiche technique
- Titre original : The Pregnancy Project
- Réalisation : Norman Buckley (en)
- Scénario : Teena Booth
- Photographie : Adam Sliwinski
- Musique : James Jandrisch
- Pays :  États-Unis
- Durée : 89 minutes

## Distribution
- Alexa Vega : Gaby Rodriguez[2]
- Walter Pérez (VF : Fabrice Fara) : Jorge
- Sarah Smyth (en) (VF : Lydia Cherton) : Claire
- Sarah Strange : Leann Strahle
- Laci J Mailey (VF : Ingrid Donnadieu) : Tyra
- Michael Mando : Javier Rodriguez
- Ted Whittall (en) (VF : Jean-Alain Velardo) : Principal Trevor Greene
- Judy Reyes : Juana
- Peter Benson : Shawn Myers
- Richard Harmon : Aaron
- Merritt Patterson (VF : Pamela Ravassard) : Maddy
- Rowen Kahn (VF : Guillaume Bourboulon) : DJ
- Heather-Claire Nortey : Emily
- Laine MacNeil (en) : Peyton
- Kaaren de Zilva : Carmen
- Allie Bertram : Kimmie
- Sharon Taylor : Karen
- Mercedes de la Zerda : Sonya
- Tim Perez : Viconte
- Lucia Walters : Journaliste

 Source et légende : version française (VF) sur RS Doublage et selon le carton de doublage télévisuel.